# Lîseanka, Ucraina
Lîseanka (în ucraineană Лисянка) este așezarea de tip urban de reședință a raionului Lîseanka din regiunea Cerkasî, Ucraina. În afara localității principale, nu cuprinde și alte sate.

## Demografie
Componența lingvistică a așezării de tip urban Lîseanka
     Ucraineană (97,64%)
     Rusă (1,96%)
     Alte limbi (0,08%)
Conform recensământului din 2001, majoritatea populației așezării de tip urban Lîseanka era vorbitoare de ucraineană (97,64%), existând în minoritate și vorbitori de rusă (1,96%).